# Nippenburg

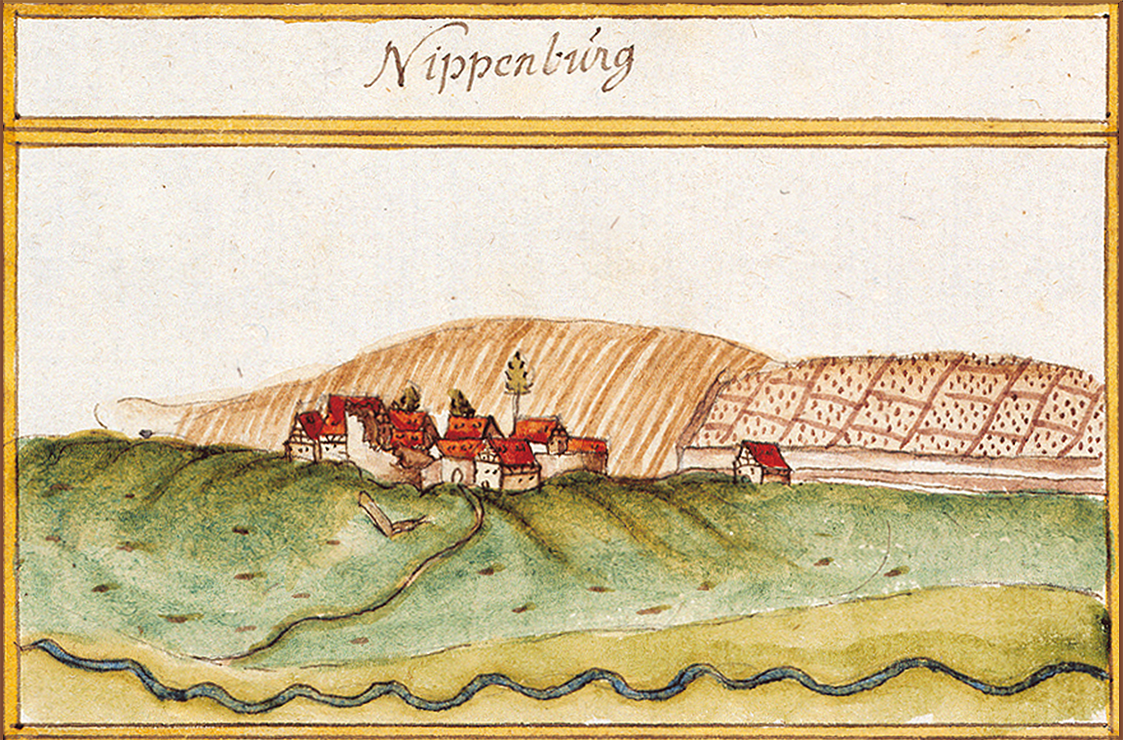
Nippenburg im Forstlagerbuch von 1682

Die Nippenburg ist die Ruine einer Spornburg und eines Gehöfts südwestlich von Schwieberdingen auf 295 m ü. NN. Sie wurde 1160 erstmals urkundlich erwähnt und gilt als die älteste in der Region Stuttgart. Im 17. Jahrhundert wurde die strategisch günstig auf einem Bergsporn oberhalb des Glemstals liegende Burg verlassen und in unmittelbarer Nähe das Herrenhaus Schloss Nippenburg erbaut. In den folgenden Jahrhunderten wurde die Burganlage als Steinbruch benutzt und dem Verfall preisgegeben. Die Reste der Burgruine mit hohen Schildmauer- und Vorburgteilen sowie einer massiven Scheuer aus dem Jahr 1483 wurden Anfang der 1980er Jahre konsolidiert.

## Geschichte
Die Nippenburg wurde zu militärischen Zwecken vermutlich im 12. Jahrhundert durch ein örtliches Adelsgeschlecht erbaut. Sie gilt als die älteste Burgruine im Raum Stuttgart. Erstmals urkundlich erwähnt wurde die Burg im Codex Hirsaugiensis, der für 1160 eine von einem Berwart „unterhalb der Nippenburg“ erbaute Mühle bezeugt. 1283 fand auf der Nippenburg ein prominentes Stelldichein statt: Gäste Friedrichs von Nippenburg (dictus Urrus de Nippenburc) waren der niederschwäbische Reichslandvogt Graf Albrecht II. von Hohenberg, Graf Eberhard I. von Württemberg, Graf Konrad III. von Vaihingen und der Propst Dietrich von Beutelsbach sowie zahlreiche Geistliche, Edelfreie und Ministeriale überwiegend aus dem Gebiet zwischen Sindelfingen und Pforzheim, die hierbei allesamt einen Erbvergleich der Herren von Nippenburg und der Herren von Enzberg um die Burg Kapfenhart bei Weissach bezeugten.
Die ursprüngliche Burganlage der Herren von Nippenburg wurde im Laufe der Zeit mehrere Male erweitert. So stammt der der Ringmauer vorgelagerte Zwinger aus der ersten Hälfte des 14. Jahrhunderts. Die Vorburg mit der heute noch erhaltenen massiven Scheuer wurde gegen Ende des 15. Jahrhunderts errichtet.
Aufgrund der neu entwickelten Explosionsgeschosse und dem damit einhergehenden Ersatz von Katapulten durch Mörser und Kanonen konnten die Burganlagen den Bewohnern keinen ausreichenden Schutz mehr bieten. Da man auf den Burgen zudem nur kalt, nass und ungemütlich wohnte, wurden diese mehr und mehr verlassen. Um 1600 wurde daher mit dem Bau des Herrenhauses Schloss Nippenburg oberhalb der Burganlage begonnen, welches im 18. und 19. Jahrhundert erweitert und verändert wurde.
Als Wilhelm, der letzte Ritter zu Nippenburg, das Herrenhaus errichtete, ließ er Steine aus der Burg herausbrechen und verwendete sie als Baumaterial für seinen neuen Herrensitz. Nachdem die Burganlage selbst bis etwa 1700 bewohnt war, wurde sie in den folgenden Jahrhunderten dem Verfall preisgegeben. Zu welchem Zeitpunkt die Burg als Wohn- und Schutzstätte völlig aufgegeben wurde, kann nicht genau festgelegt werden. So deutet eine bei Restaurierungsarbeiten gefundene Ofenplatte aus dem Jahr 1770 darauf hin, dass die Burg auch noch zu einem späteren Zeitpunkt teilweise bewohnt war. Aus einem Schriftwechsel der Vögte von Grüningen und Leonberg, die sich in den Jahren 1647 und 1648 um gut erhaltene Bretter und Balken der Nippenburg stritten, geht allerdings hervor, dass Teile der Gebäude innerhalb der Burg bereits zu dieser Zeit aufgegeben waren und man sich an den übrig gebliebenen Resten der Burg bediente, bis sie schließlich nur noch eine Ruine war. Im Laufe der Zeit überzogen Efeu und Sträucher die Mauerreste. Lediglich die Vorrats- und Lagerräume der Burg wurden noch lange Zeit von den Bewohnern des Herrenhauses genutzt.
In den 1960er und 1970er Jahren reifte der Plan, das in desolaten Zustand geratene Gemäuer zu sanieren. Um die Burgruine zu erhalten, wurden von 1979 bis 1984 umfangreiche Restaurierungsmaßnahmen an dem einsturzgefährdeten Gemäuer durchgeführt. Hauptinitiator war Helmut Theurer, dem eine Gedenktafel am Bergfrieds gewidmet ist. Die Kosten hierfür trugen das Landesdenkmalamt Baden-Württemberg, die Gemeinde Schwieberdingen, der heutige Besitzer Graf Leutrum sowie der Landkreis Ludwigsburg. Heute ist die Burgruine Nippenburg ein beliebtes Ausflugsziel.

## Burgruine Nippenburg

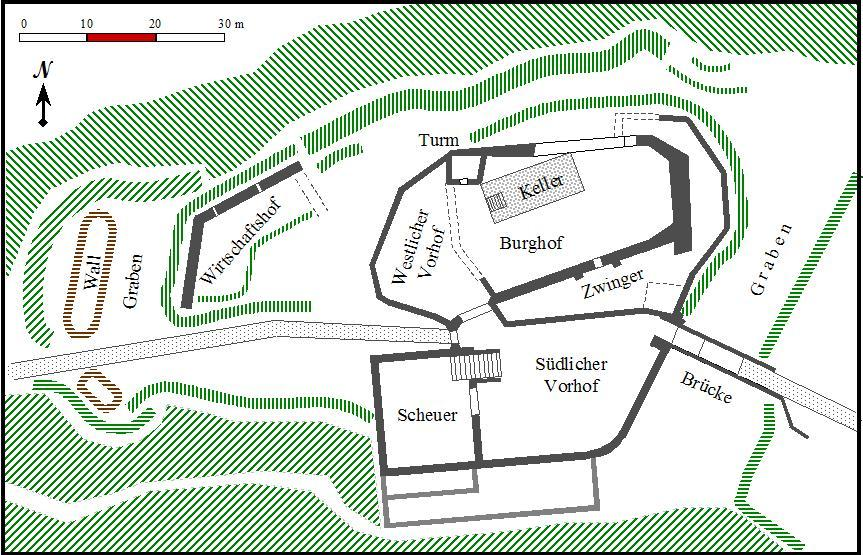
Grundriss der Ruine Nippenburg

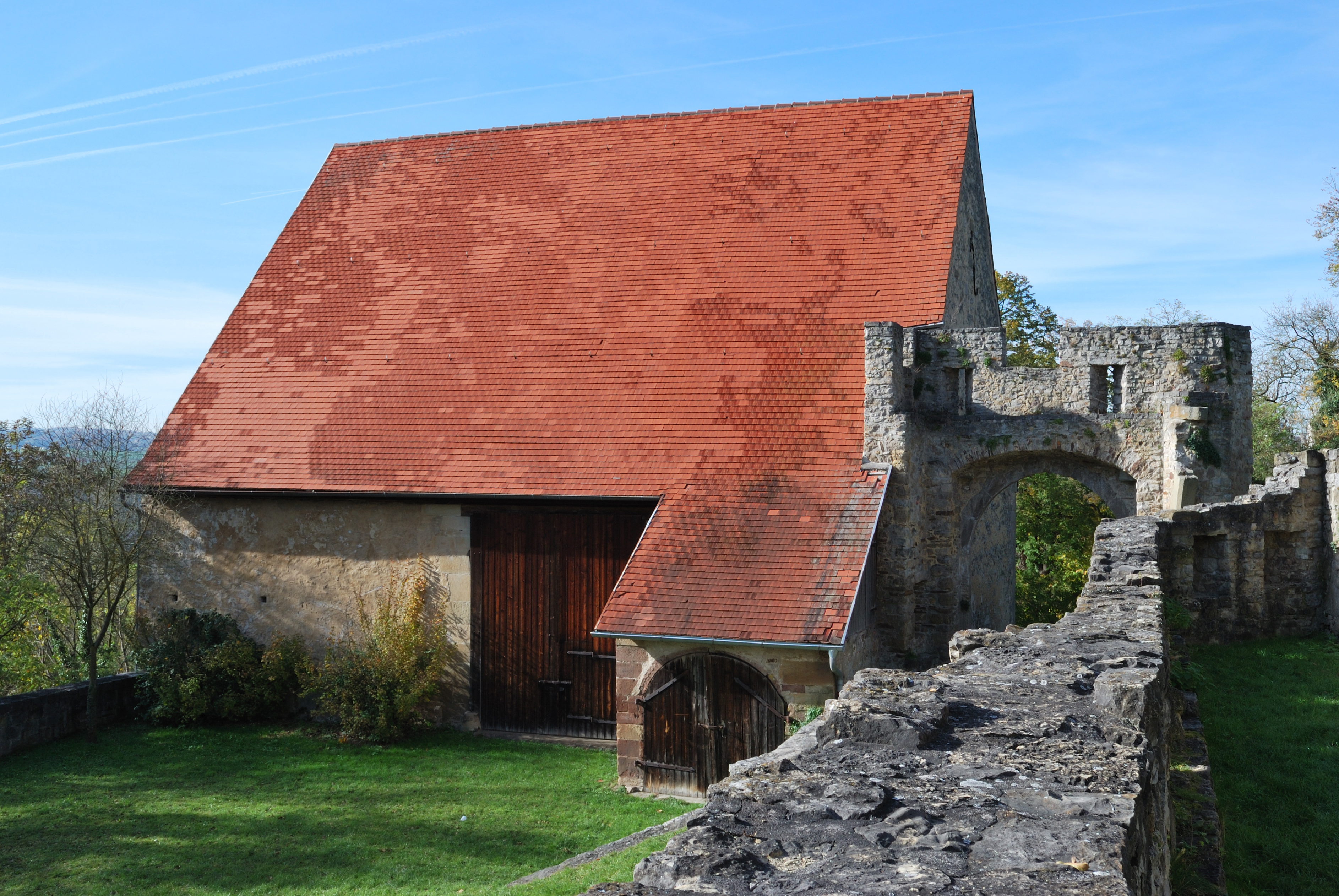
Die Burgscheuer

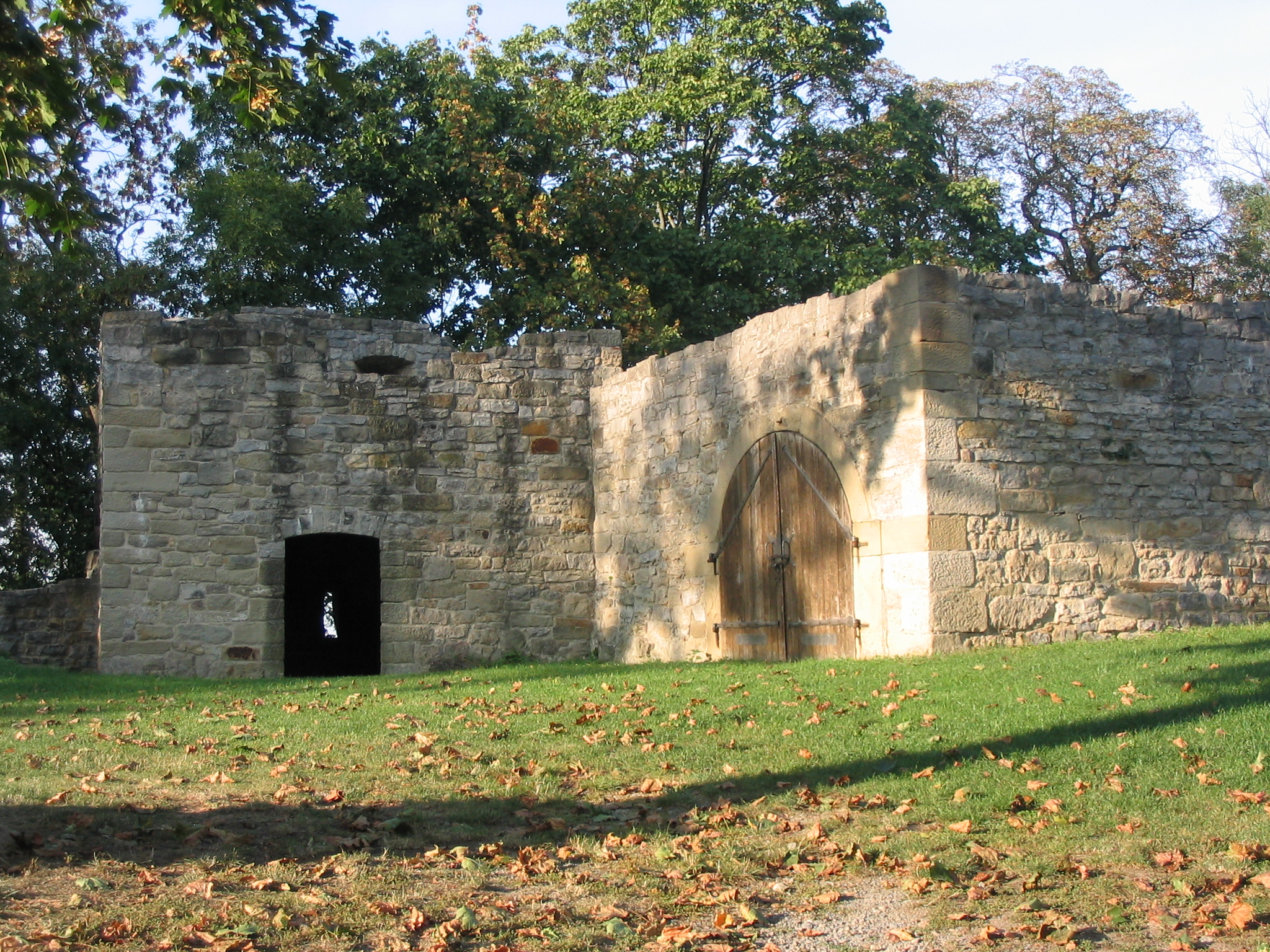
Ehemaliger Bergfried und Keller

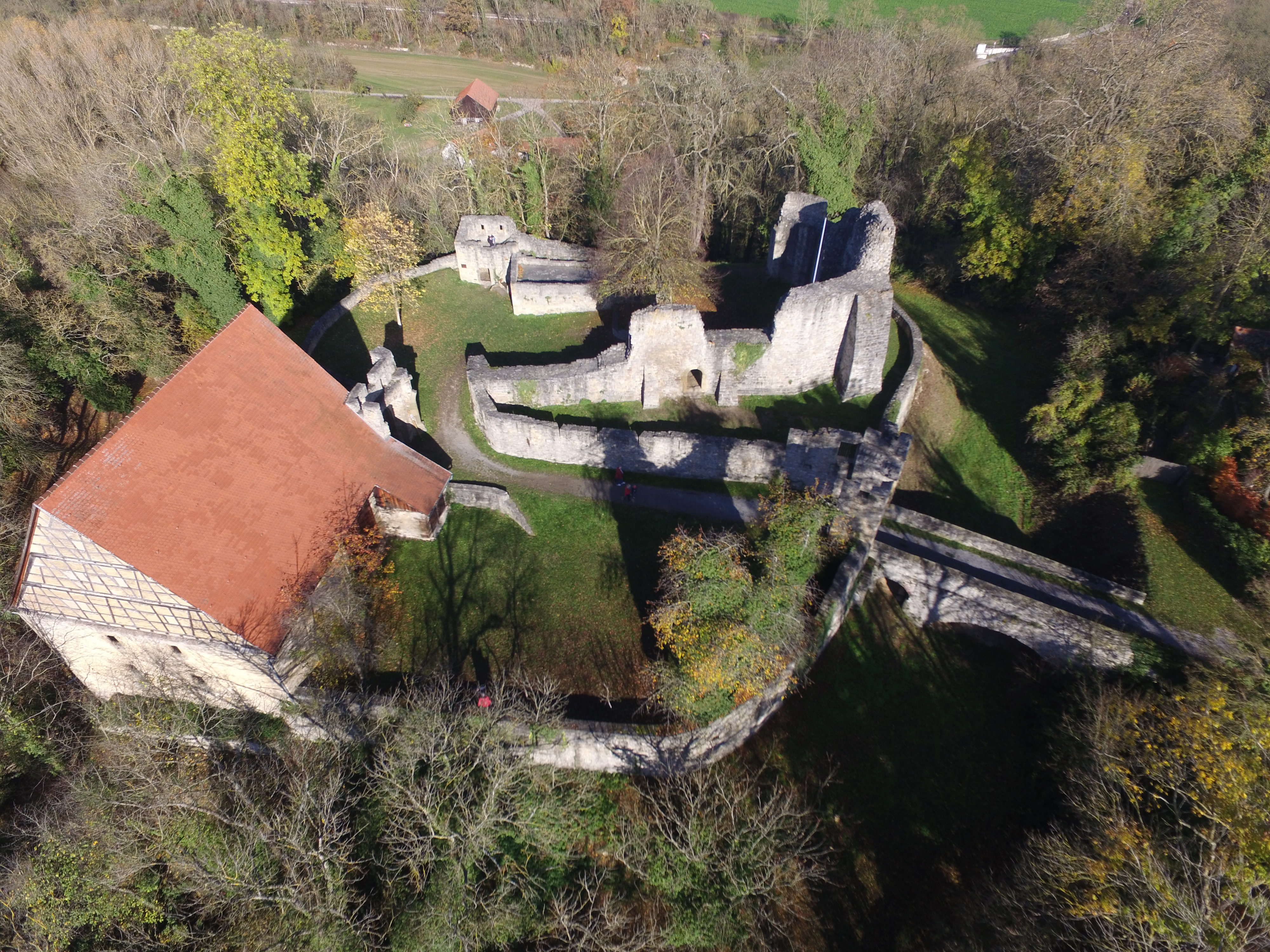
Luftbild

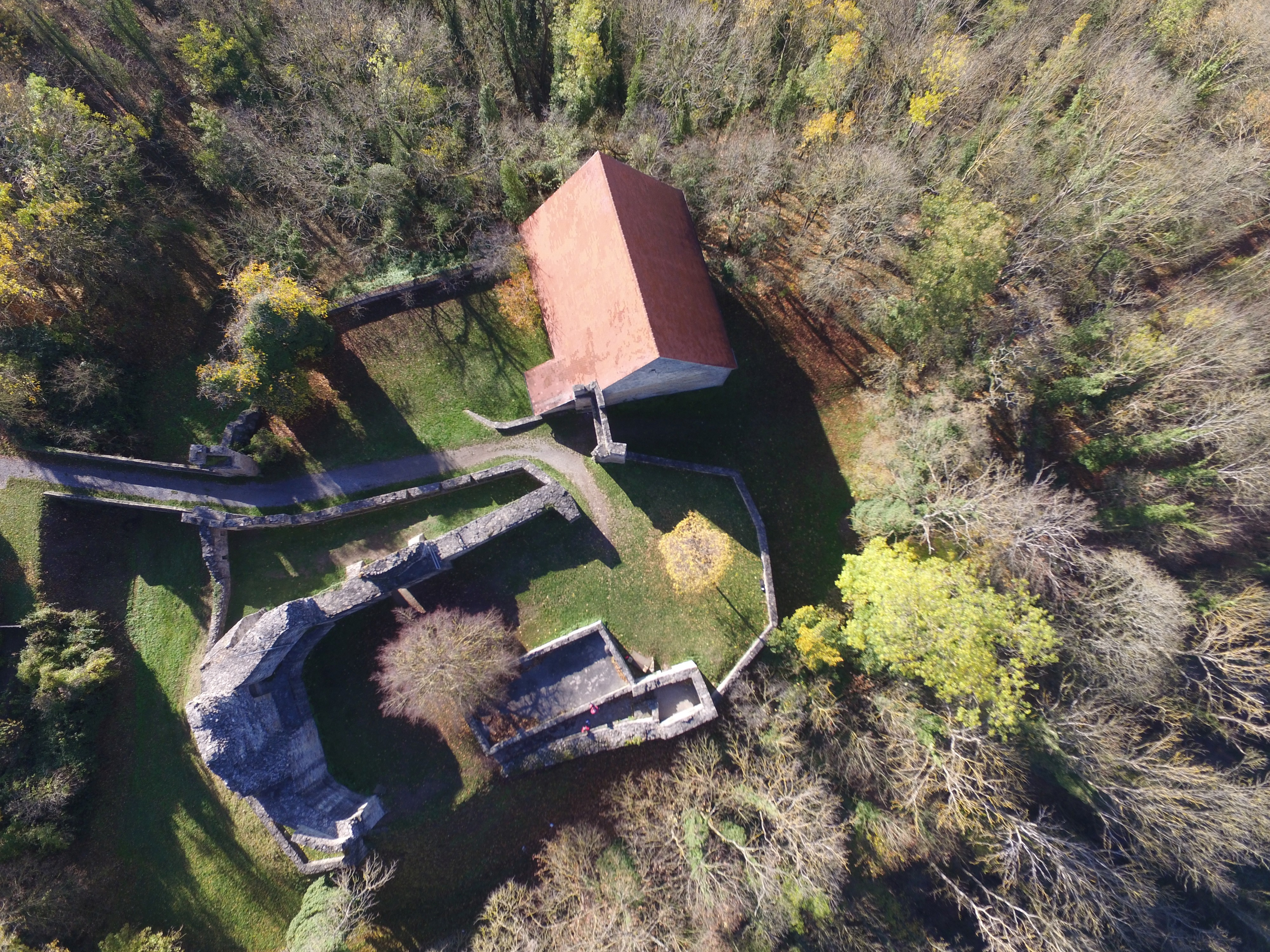
Grundriss als Drohnenaufnahme

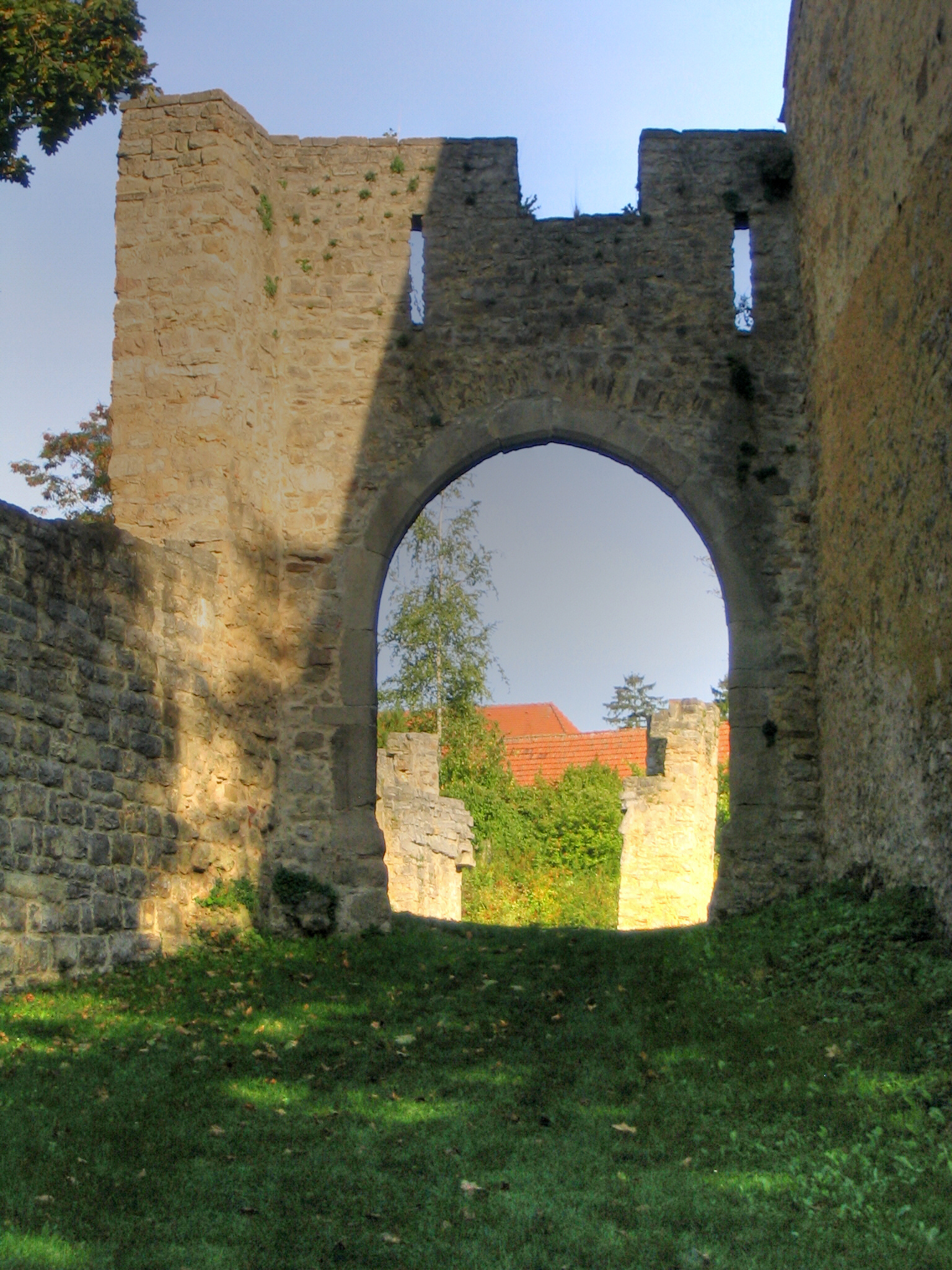
Blick durch das Westtor

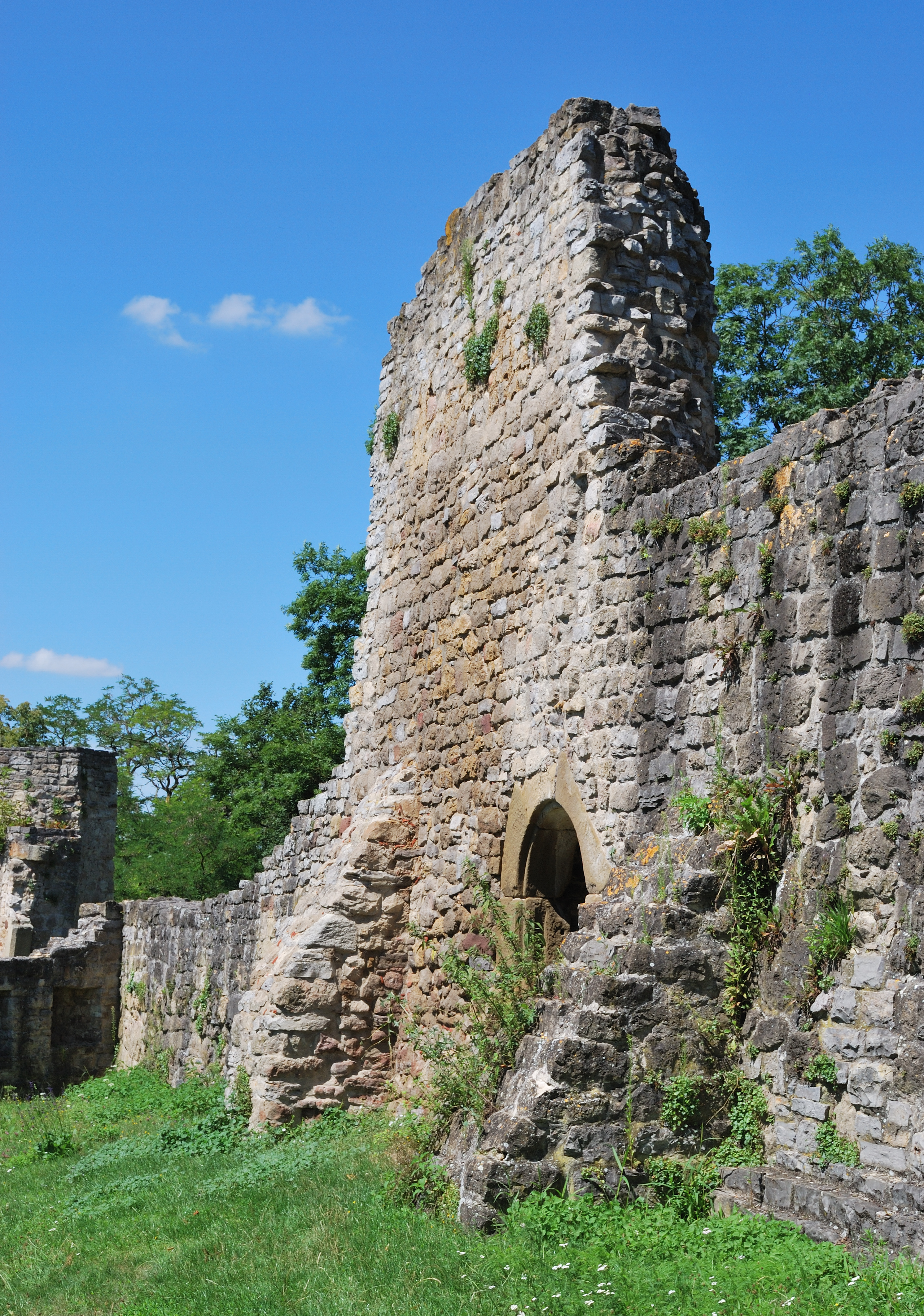
Reste der Ringmauer

Die Burgruine liegt südwestlich von Schwieberdingen auf einer Anhöhe am Rande des heutigen Schlossgutes Nippenburg. Die auf einem von der Glems umflossenen Bergsporn liegende Höhenburg war an drei Seiten durch Sümpfe und den steil abfallenden Hang geschützt. Dieser war unmittelbar um die Burg einst kahl, denn den Angreifern sollte kein Baum oder Strauch Schutz und Deckung bieten. Gefahr drohte der Burg fast nur von der Ostseite, wo sich der Bergsporn in das offene Gelände fortsetzt. Zum Schutz dagegen errichteten die Burgherren die zum Teil noch heute sichtbare mächtige Schildmauer. Der sechzehn Meter hohen und drei Meter dicken Mauer war zur Abwehr von Feinden zusätzlich ein südöstlich der Burganlage verlaufender Halsgraben vorgelagert. Über diesen breiten und einst rund sechs bis acht Meter tiefen Burggraben führte eine steinerne Rundbogenbrücke, die drei Meter vor dem Burgtor endete. Die zwischen Brücke und Burgtor befindliche Zugbrücke – vermutlich im 15. Jahrhundert durch einen weiteren Steinbrückenbogen ersetzt – konnte bei Gefahr hochgezogen werden. Aufgrund dieses Wehrsystems gewährte die Nippenburg ihren Bewohnern über viele Jahrhunderte Sicherheit und Zuflucht. So ist es nicht überliefert, dass die Nippenburg jemals eingenommen, zerstört oder niedergebrannt wurde.
Die Anlage hat zwei Vorburgen. Die erste, südliche Vorburg mit großer Burgscheune und dem weiten ehemaligen Hofbereich, weist im Westen und Osten die Reste von zwei Burgtoren auf. Die Reste des östlichen Torturms links und rechts des Weges weisen heute noch darauf hin, dass sich zu dieser Seite hin eine gut befestigte Wehranlage mit einem überdachten Wehrgang, der bis hin zur Burgscheuer ging, befand. Hier hielt sich auch die Burgwache auf.
Neben der großen freien Wiese befindet sich in der südlichen Vorburg ein zum größten Teil in der ursprünglichen Form erhaltenes Wirtschaftsgebäude, die 1483 erbaute gotische Burgscheuer. Unter ihr befindet sich ein außergewöhnlich großer Gewölbekeller, welcher für die Vorratshaltung besonders bei längeren Belagerungszeiten lebensnotwendig war. Unter dem Scheunendach befinden sich drei übereinander gebaute Kornböden. Der südliche Vorhof der Burg ist vermutlich mit dem bei der Anlage des Halsgrabens angefallenen Aushub aufgefüllt worden. So entstand eine hohe Stützmauer, die im Süden durch zwei vorgelagerte Mauern zwingerartig umschlossen ist.
Das westliche Burgtor führt zum Glemstal hinab. Auch hier lassen sich die ehemaligen Kettenscharten der Zugbrücke erkennen. Dem Weg durch das zweite Burgtor in Richtung Tal folgend, befindet sich rechter Hand ein Mauerzug, der zu einem ehemaligen Wirtschaftshof gehört. An den Innenmauern des Wirtschaftshofes waren unter einem Pultdach die Stallungen und die Schmiede auf der einen Seite und das Gesindehaus mit Wagnerei und Sattlerei auf der anderen Seite untergebracht. Ein Stück weiter stößt man auf die erkennbaren Reste eines früheren Wall- und Grabensystems, das nach Westen hin als ein erster Verteidigungsbereich der Burg diente. Auf einem steil abfallenden Fuß- oder Reitweg gelangt man hier an die rund 50 Meter niedriger liegende Glems.
In der westlichen Vorburg, die gegenüber der großen Burgscheune liegt, findet man nur noch die Reste einer Zisterne und eines einst hohen Bergfrieds mit dem darunter liegenden fünf Meter tiefen Verlieskeller, den man jedoch nicht einsehen kann.

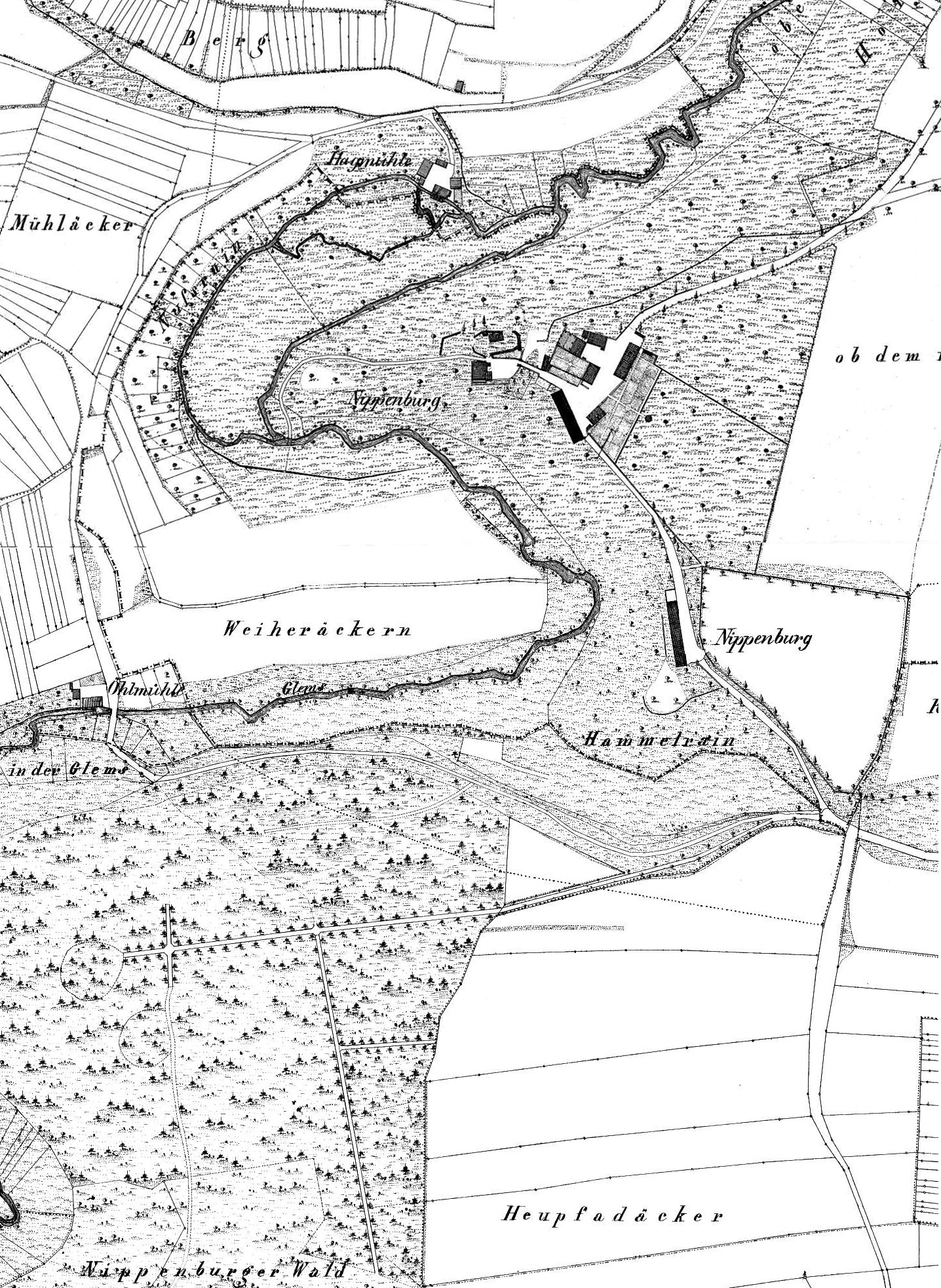
Ruine und Schloss mit Mühlen auf der Urflurkarte von 1831

Durch die Öffnung des heute nicht mehr vorhandenen inneren Burgtors gelangt man von hier aus in den Burghof der Hauptburg. Hier erhebt sich im östlichen Teil die Rückseite der mächtigen Schildmauer, an die sich zu beiden Seiten eine Ringmauer anschließt, die in früheren Zeiten den ganzen Burghof umgab. Die Mauer ist heute zumeist noch hüfthoch erhalten, gut gesichert und nur nach Norden hin unterbrochen. Es wird vermutet, dass dort am steilen Hang Mauerteile durch Erosion abgegangen sind. An der Innenseite der alten Ringmauer ist eine Informationstafel mit Grundriss und Geschichte der Nippenburg angebracht.
Eine Pforte in der im südlichen Teil hoch aufragenden Ringmauer gibt den Weg zum südöstlichen Zwinger frei. Dieser stellte durch die Vielzahl von Schießscharten einen weiteren wichtigen Verteidigungsbereich dar. In der südöstlichen Ecke des Zwingers stand das 1945 mutwillig zerstörte und im Volksmund Käppele genannte Wachtürmchen. Der heute noch vollständig erhaltene Ausguck zeugt davon, dass von hier aus der Torwächter die Zugbrücke bediente.
Im Burghof selbst befand sich zwischen Bergfried und dem noch erhaltenen Burgkeller die geräumige Küche. Das Deckengewölbe des Burgkellers bildete einst das Fundament für den nur noch bruchstückhaft vorhandenen Palas, welcher, abgesehen von einigen Fenstern und restaurierten Mauern, nur noch wenige Details aufweist. Im Schutze der Schildmauer stand das Kemenate genannte Frauengemach, an das sich eine kleine Kapelle anschloss.

## Herrenhaus Schloss Nippenburg

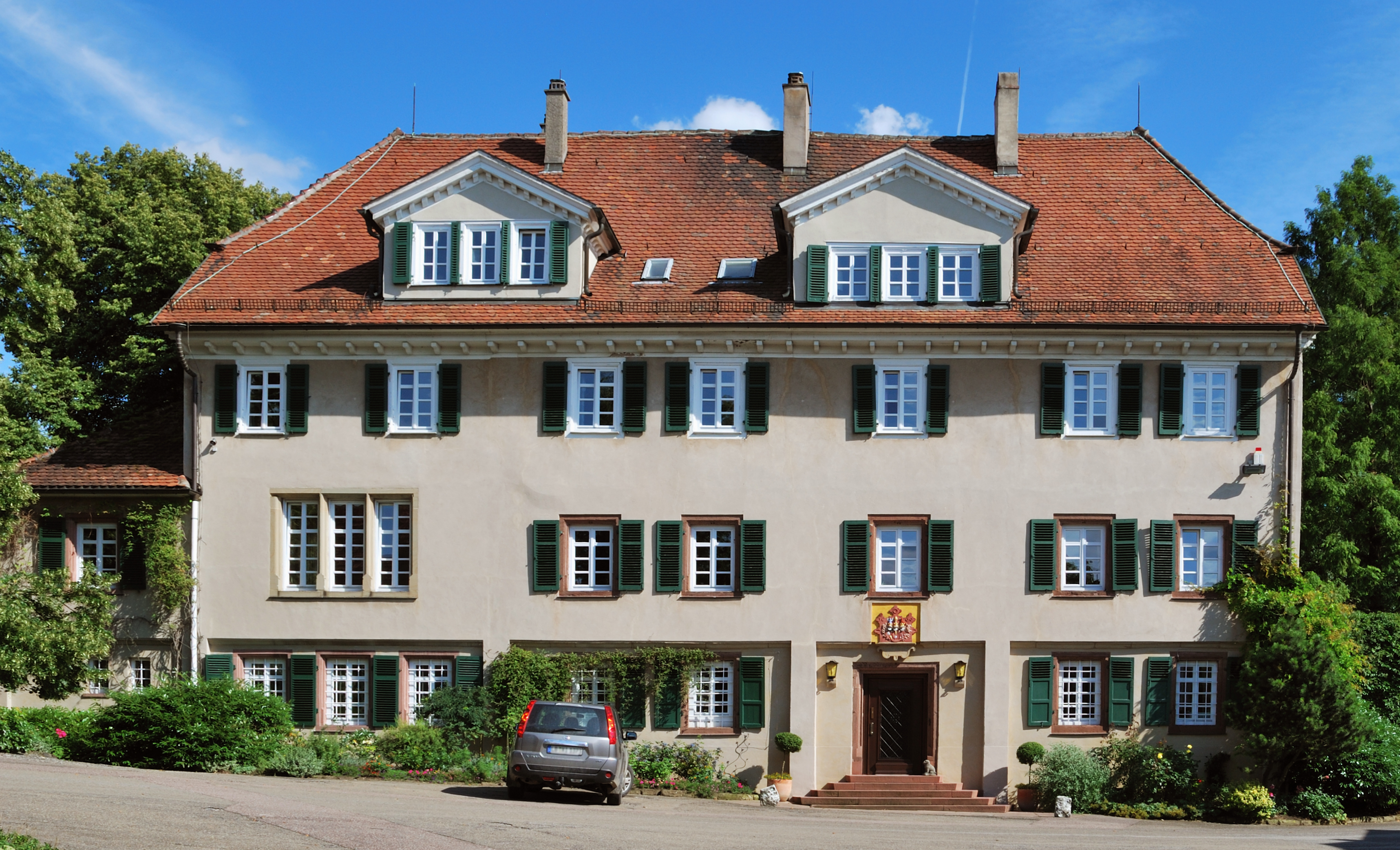
Herrenhaus Schloss Nippenburg

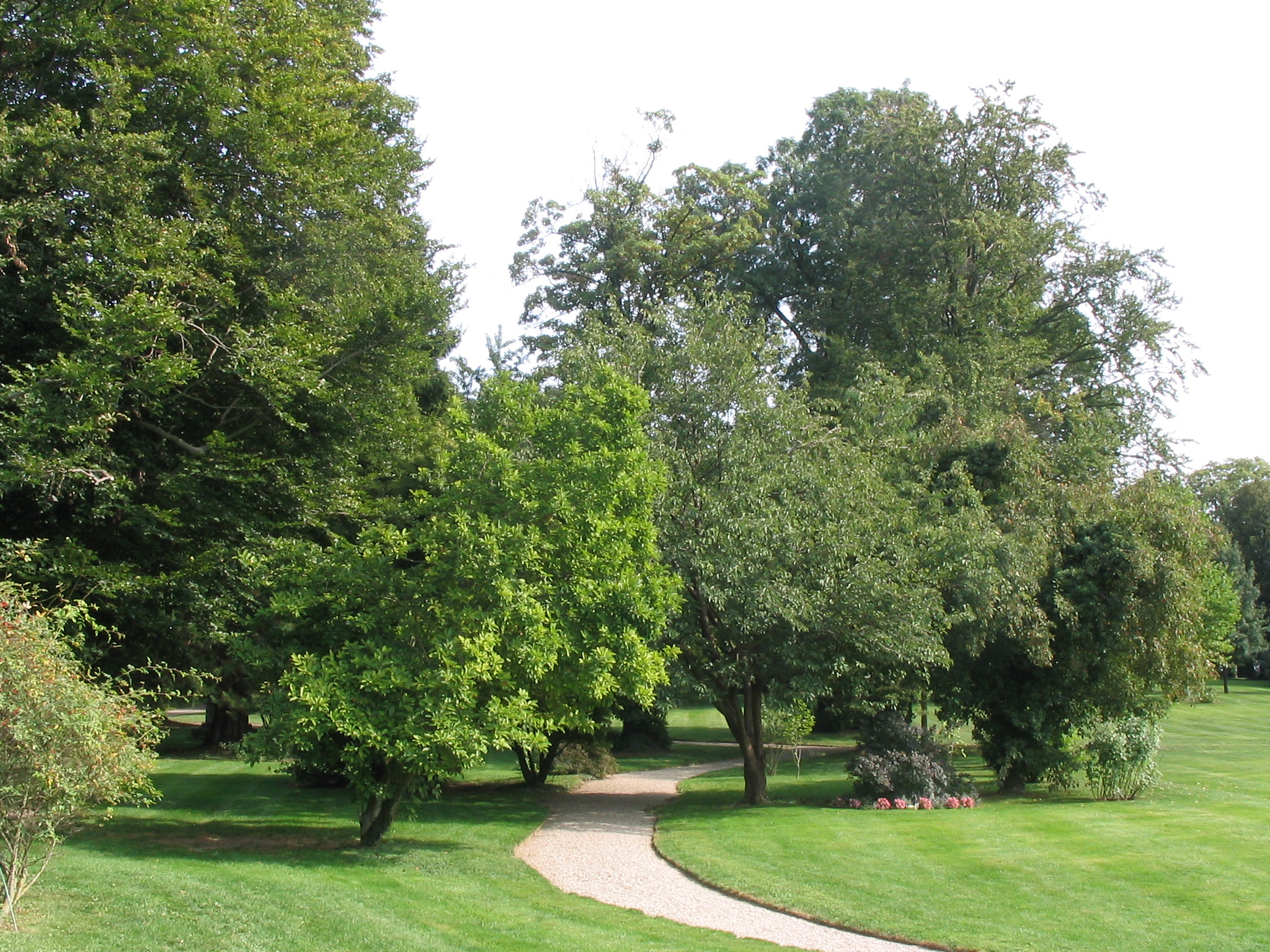
Schlosspark Nippenburg

Da die Burg ab dem ausgehenden 16. Jahrhundert mehr und mehr ihre ursprüngliche Funktion verlor, entstand in ihrer unmittelbaren Nähe ein repräsentatives Schloss, das 1600 von Heinrich Schickhardt erbaut, im Jahr 1728 und nochmals im 19. Jahrhundert umgebaut wurde. Zu dem heutigen dreigeschossigen Putzbau in klassischer Gliederung, der als typischer ländlicher Adelssitz gelten kann, gehören ein Wirtschaftshof mit verschiedenen Gebäuden und ein Park. Seit 1951 wird das Schloss wieder von der gräflichen Familie Leutrum von Ertingen, den direkten Nachfahren der Ritter von Nippenburg bewohnt.
Im rückwärtigen Bereich des Herrenhauses liegt umzäunt von alten Mauern der etwa zwei Hektar große Schlosspark. Der mehr als 200 Jahre alte Park wurde im Laufe der Jahrhunderte mehrfach umgestaltet. So zeigt die älteste Karte von 1767 schnurgerade Obstbaumreihen im Bereich der heutigen Parkanlage. Erst am Ende des 18. und im 19. Jahrhundert erfolgte die Umgestaltung zu seiner heutigen Form im Stil eines englischen Landschaftsgartens. Ein englischer Garten soll im Gegensatz zum französischen Barockgarten möglichst der Natur nachempfunden sein, es existieren keine geraden Achsen oder strenge geometrische Formen. Entlang der mit feinen Kieselsteinen belegten Wege findet man im Schlosspark inmitten des kurzgeschorenen Rasens mehr als 30 verschiedene Arten, darunter seltene Eichen und Buchen, Mammutbäume, Trompeten-, Tulpen- und Ginkgo-Bäume, sowie einige wie Einsprengsel wirkende Rosenbeete und Blumenrabatten. Eine botanische Besonderheit ist ein Urweltmammutbaum (Metasequoia). Diese laubabwerfende Nadelbaumart wurde erst 1941 in China entdeckt und war vorher nur aus fossilen Funden bekannt.
Der Schlosspark ist wie das Herrenhaus selbst in Privatbesitz der Familie zu Ertingen und nicht für die Öffentlichkeit zugänglich. Zum Tag des offenen Denkmals am 10. September 2006, der unter dem Motto Rasen, Rosen und Rabatten – Historische Gärten und Parks stand, bot der Heimat- und Kulturkreis Schwieberdingen Führungen durch den sonst versperrten Garten an.

## Bewohner der Nippenburg

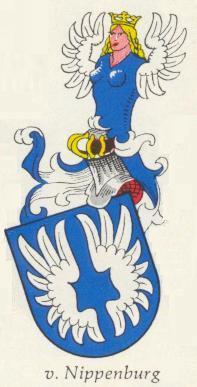
Wappen der Ritter von Nippenburg

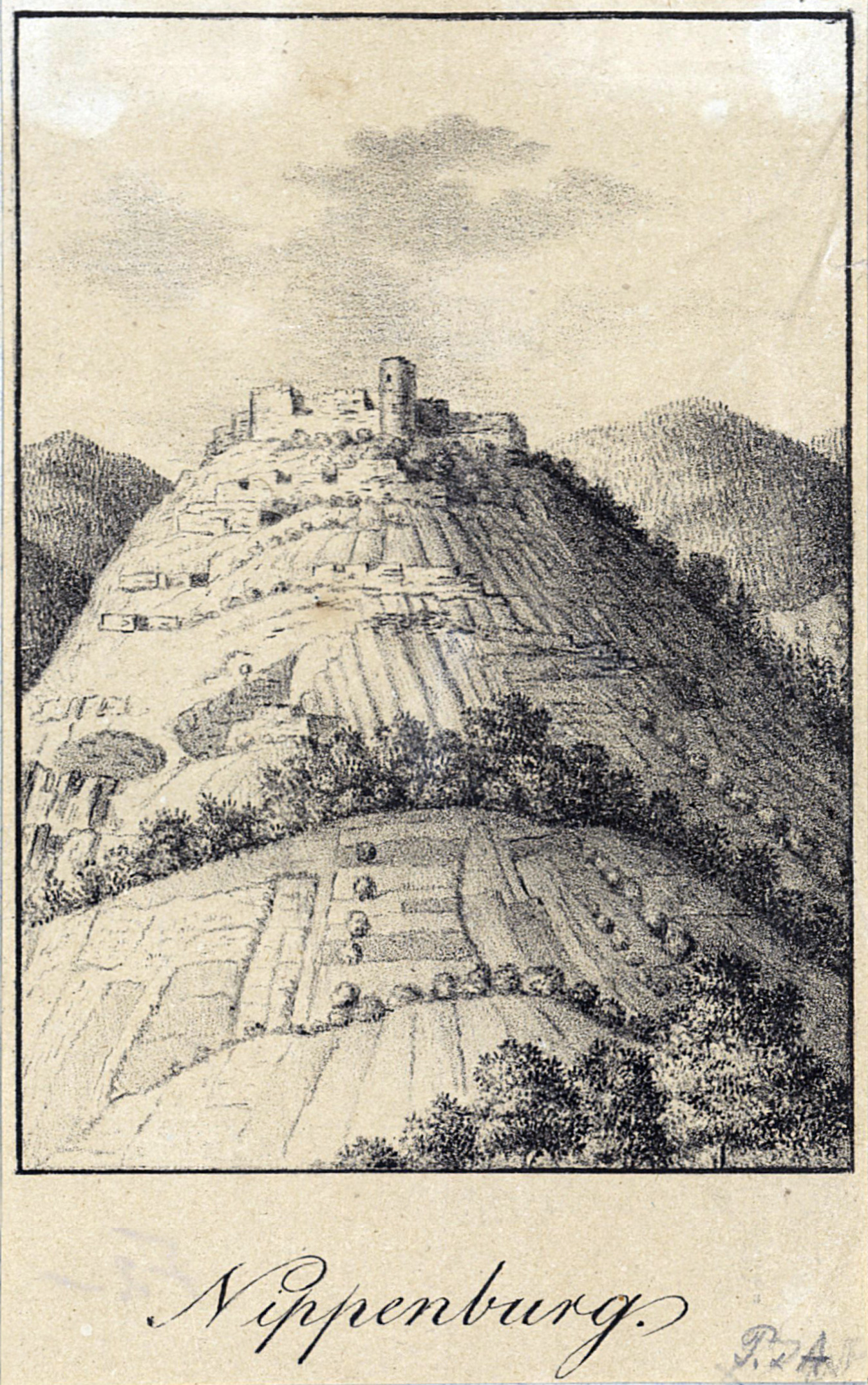
Ruine um 1820

Erbaut wurde die Nippenburg vermutlich als Stammsitz des niederadeligen Geschlechts der Nippenburger. Woher dessen Name stammt, ist nicht geklärt. Es wird jedoch vermutet, dass er auf einen alemannischen Ortsherren namens Nippo zurückzuführen ist, der möglicherweise im Umfeld der Burg eine Siedlung gegründet hatte.
Erstmals urkundlich belegbar ist das Geschlecht der Herren von Nippenburg 1275, als ein Ritter namens Fridericus de Nippenburc als Zeuge in einer von den Grafen Rudolf von Tübingen-Herrenberg und Ulrich von Tübingen-Asperg gesiegelten Urkunde aufgeführt wurde.
Die Nippenburger waren zunächst als Vasallen dem einstigen Grafen von Asperg, einem Zweig der Pfalzgrafen von Tübingen, ab 1308 dann den württembergischen Landes- und Lehnsherren verbunden. Einzelne Mitglieder des weit verzweigten Familienstamms erschienen im Laufe der Geschichte jedoch auch als badische sowie hohenlohesche Vasallen. Im 14. Jahrhundert hatten die Herren von Nippenburg bereits an sehr vielen Orten Rechte und Besitz, der sich im Laufe des 15. Jahrhunderts erweiterte. Ihre Ländereien lagen in einem weiträumigen Gebiet, das vom Korngäu und Schönbuch im Süden bis ins Zabergäu im Norden sowie vom Pforzheimer Raum im Westen bis ins Remstal im Osten reichte. Zeitweise hatten ihnen auch die Burg Kleiningersheim, der Burgstall Ditzingen, die Burg Altsachsenheim und die Burg Bromberg im Kirbachtal gehört. 1488 traten die Ritter von Nippenburg aufgrund einer kaiserlichen Aufforderung dem Schwäbischen Bund bei, der aus dem Zusammenschluss der Rittergesellschaft Sankt Georgenschild und einiger Reichsstädte entstand. Da der Bund dem Reich unmittelbar unterstand, erlangten sie durch den Beitritt größere Unabhängigkeit von ihrem Landesherrn. Neben dem Ausbau und der Festigung ihrer weltlichen Macht waren die Herren von Nippenburg auch bestrebt, kirchliche Macht zu erlangen. So war Fritz von Nippenburg 1306 der erste namentlich bekannte Kirchherr der Georgskirche in Schwieberdingen und besaß dadurch Mitspracherechte bei der Vergabe der kirchlichen Ämter. Als Ortsherren von Schwieberdingen traten die Nippenburger auch als Bauherren auf. 1489 begann die Arbeit am Schiff der Georgskirche, 1495 der Bau des Chors. Zudem sind auch der Bau des Wasserschlosses 1508 und der Schlossscheuer 1565 auf die Herren von Nippenburg zurückzuführen.
Als einziger seines Geschlechts stieg der 1458 geborene Philipp von Nippenburg auch in höchste Staatsämter auf. 1498 wurde er in die württembergische Regierung berufen. 1501 war er bereits herzoglich württembergischer Hofmeister. Während der Zeit des Armen Konrads war er einer der wichtigsten Berater an der Seite von Herzog Ulrich von Württemberg, der ihn daraufhin im Jahr 1515 mit dem Erbschenkenamt im Herzogtum Württemberg belehnte. Das Wappen der Nippenburger, zuvor ein geöffneter Adlerflug auf blauem Grund, wurde von da an um den Schenkenbecher erweitert. Das Jahr 1518 brachte für Phillip von Nippenburg einen weiteren Aufstieg. Er wurde zum württembergischen Landhofmeister ernannt und leitete zusammen mit dem rechtskundigen Kanzler Ambrosius Volland die Regierungsgeschäfte. In dieser Zeit waren die Nippenburger auf dem Höhepunkt ihrer wirtschaftlichen und politischen Macht.
Mit Beginn des 17. Jahrhunderts ist ein Rückgang des nippenburgischen Besitzes, der seine größte territoriale Ausdehnung gegen Ende des 15. Jahrhunderts erreicht hatte, zu beobachten. Zurückzuführen ist dies vor allem darauf, dass nach dem Ab- und Aussterben von Nippenburger Seitenlinien die Ländereien an andere Ritterfamilien vererbt wurden. Von da an konzentrierte sich der Besitz der Herren von Nippenburg überwiegend um Hemmingen, Schöckingen, Schwieberdingen und Unterriexingen.
Nachdem das Geschlecht der Ritter von Nippenburg in Schwieberdingen 1609 mit dem Tod des letzten Erbschenken Wilhelm von Nippenburg ausgestorben war, gelangten Burg und Gut 1611 durch die Heirat von Anna Benedikta von Nippenburg und des Freiherrn Johann Heinrich von Stockheim an das Haus Stockheim. Der männliche Stamm der Nippenburger außerhalb Schwieberdingens starb mit dem Tod von Ludwig von Nippenburg im Jahr 1646 ab. Name und Wappen der Nippenburger lebten als Beiname im gräflichen Geschlecht Bissingen-Nippenburg fort, da Johann Friedrich von Bissingen 1646 Kunigunde von Nippenburg geheiratet und das nippenburgische Stammeigentum übernommen hatte. Der damalige Sitz der Grafen von Bissingen und Nippenburg, die Burg Hohenschramberg wird daher heute teilweise ebenfalls Nippenburg genannt. Der weibliche Stamm des Geschlechts von Nippenburg überlebte noch bis Ende des 17. Jahrhunderts. Als „die letzte ihres Stammes und Namens“, wie es auf ihrem Grabstein in Böblingen steht, starb Ursula Margaretha Truchsess von Höfingen, geborene von Nippenburg im Jahr 1696.
Durch Friederieke Julianne von Stockheim, die Enkeltochter von Anna Benedikta von Nippenburg, die Burg und Gut 1685 als Mitgift in die Ehe mit dem Grafen Ernst Ludwig Leutrum von Ertingen einbrachte, kam das Anwesen in den Familienbesitz der Grafen Leutrum, denen Burg, Schloss und Gut heute noch gehören.

## Sagen und Legenden

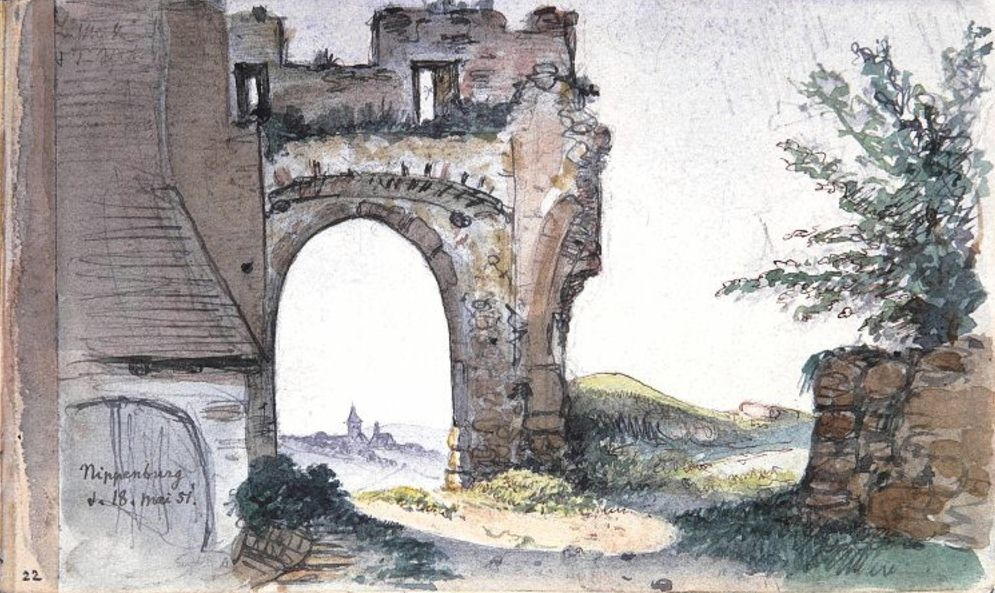
Westtor der Ruine auf einem Aquarell von Eduard von Kallee, 1851

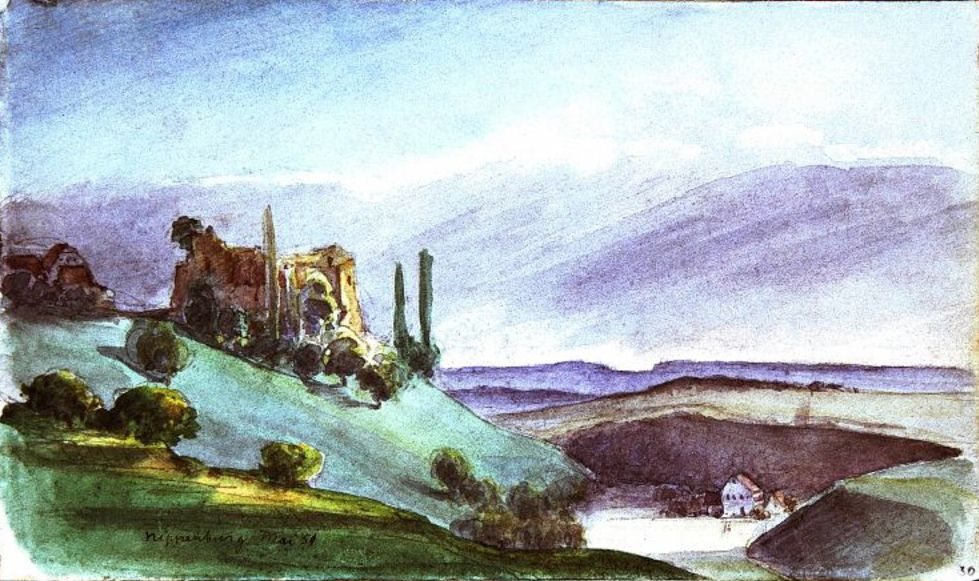
Nordansicht auf einem Aquarell von Eduard von Kallee, 1858

Wie um viele mittelalterliche Burgen ranken sich auch um die Nippenburg einige Sagen und Legenden.
So sollen einst im sumpfigen Gelände der Niederungen des Glemstals unterhalb der Nippenburg bei einer Schlacht sämtliche Krieger im Moor versunken sein.
Lange Zeit danach lebte auf der Nippenburg ein Ritter, der eine einzige Tochter hatte. Der Ritter Christoph von Hemmingen warb um sie. Einmal kehrte die Braut erst spät in der Nacht heim. In der Dunkelheit kam sie vom Weg ab und geriet ins Moor. Niemand hörte ihre Hilferufe und sie versank im Moor. Als man sie am nächsten Tag suchte, fand man nur noch ein Tüchlein von ihr. Um seinen großen Schmerz zu vergessen und nicht fortwährend an das schlimme Unglück erinnert zu werden, zog der Bräutigam mit dem Kaiser in den Krieg. Doch auch im Kriegsgeschehen konnte er seine junge Braut und ihr schmerzliches Ende nicht vergessen. In seiner Heimat hörte man nichts mehr von ihm. Nach seinem Kriegsdienst soll er in ein Kloster eingetreten sein, in dem er viele Jahre lebte und sich der Naturheilkunde widmete. Alt geworden, zog es ihn wieder an den Ort seiner einstigen großen Liebe zurück, und als unterhalb der Nippenburg ein Mönch dort eine Hütte baute und sich niederließ, erkannte niemand mehr den einstigen Jüngling, denn viele Jahrzehnte waren ins Land gezogen und auf der Nippenburg und in Hemmingen gab es nur noch wenige Leute, die sich an das Unglück von damals erinnern konnten. Bald hatte es sich in der Gegend herumgesprochen, dass unterhalb der Nippenburg ein alter Mönch lebe, der Tag und Nacht bete. Er sammelte Gräser, Kräuter und Wurzeln und verteilte sie an Kranke, die Heilung für allerlei Krankheiten erbaten. Sie brachten ihm Speise und Trank und verehrten ihn als einen Heiligen. Auch halfen sie ihm, ein Kirchlein zu bauen. So vergingen die Jahre, und als eines Morgens wieder einmal Hilfesuchende an seine Tür klopften, blieb es still: Der alte Mann lag tot in seiner Hütte. Als die herbeigerufenen Männer ihn auf eine Bahre legten, kam unter seiner Kutte ein goldenes Kreuz hervor. Darauf stand auf der einen Seite: „Ritter Christoph von Hemmingen“ und auf der anderen: „Die Liebe höret nimmer auf“. Der Ort unterhalb der Nippenburg wird heute noch das Moorkirchle genannt.
Auch wird die Nippenburg mit allerhand Geistergeschichten in Verbindung gebracht. So wird erzählt, dass ein Graf namens Hans dort sein Vermögen vergraben habe und es nach seinem Tod weiterhin hüte. In früheren Zeiten wurde zudem berichtet, dass am Schwieberdinger Steinbruch des Öfteren ein Reiter ohne Kopf zu sehen war, dessen Pferden von Geistern Zöpfe in Schwanz und Mähne geflochten wurden. Ferner werden Geschichten über das Käppele, das so genannte alte Wachttürmchen der Nippenburg erzählt. So soll der Weg nach Schwieberdingen in der Nacht gemieden werden, da hier der Käppelesgeist nachts von der Nippenburg nach Schwieberdingen hinuntergehe.

## Golf Nippenburg

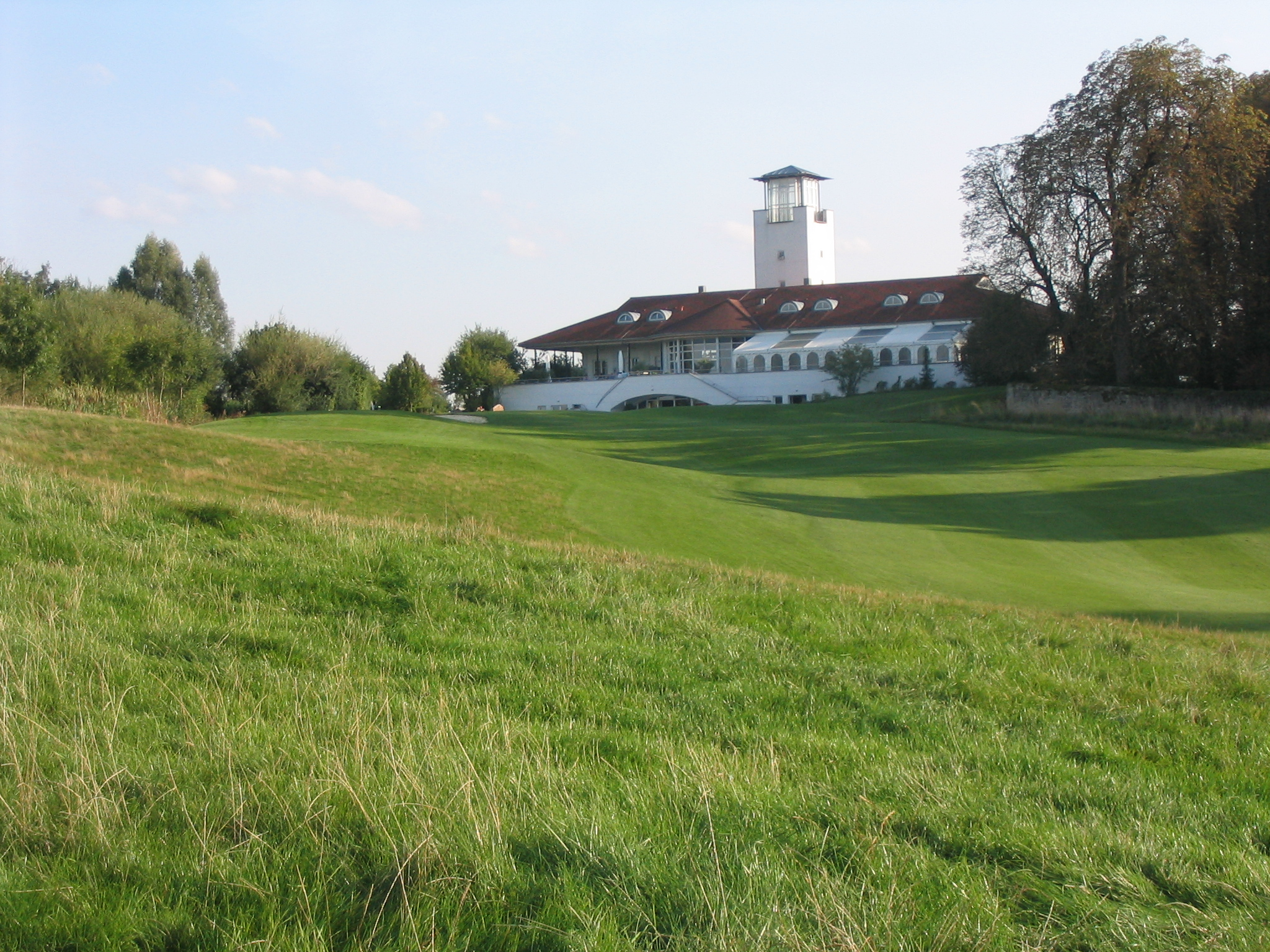
Golfanlage mit Clubhaus

In direkter Nachbarschaft zum Nippenburger Herrenhaus liegt die 18-Loch-Golfanlage Golf Nippenburg. Das 90 Hektar große, einst landwirtschaftlich genutzte Gelände wurde 1995 zu einem modernen Golfplatz umgestaltet. Für die Planung des 6.154 Meter langen bei Par 71 liegenden Course war der deutsche Spitzengolfer Bernhard Langer verantwortlich. Neben dem 18-Loch-Hauptplatz existiert eine Übungsanlage mit Driving Range, Putting- und Chipping-Greens sowie drei Übungsbunkern. Seit 2020 bietet Golf Nippenburg auch Toptracer an.
Weltweit bekannt wurde die Golfanlage Schloss Nippenburg durch die von 1995 bis 1997 hier ausgetragenen German Open. In die Gewinnerliste der jeweils mit knapp zwei Millionen Mark dotierten Turniere trugen sich 1995 der Schotte Colin Montgomerie, 1996 der Waliser Ian Woosnam sowie 1997 der Spanier Ignacio Garrido ein.